# افعی رخ‌چاله لب‌سفید
افعی رخ‌چاله لب‌سفید (نام علمی: Trimeresurus albolabris)، که با نام افعی درختی لب‌سفید نیز شناخته می‌شود، یک گونه افعی رخ‌چاله سمی و بومی جنوب شرقی آسیا است.
نام‌های رایج عبارتند از افعی رخ‌چاله درختی سبز، افعی رخ‌چاله لب‌سفید، افعی درختی لب‌سفید، افعی رخ‌چاله سبز لب‌سفید و افعی رخ‌چاله بامبویی لب‌سفید.
در نپال، شمال شرقی هند (آسام و جارکند)، بنگلادش، میانمار، تایلند، کامبوج ، لائوس، ویتنام، جنوب چین (فوجیان، هاینان، گوانگشی، گوانگدونگ)، هنگ کنگ، ماکائو، اندونزی (سوماترا، جاوا، سومبا، لومبوک ), کومودو، فلورس، سومبا، روتی، کیسار، وتر) یافت شده‌است. مکان تایپ داده‌شده «چین» است.